# George Harpur Crewe
George Harpur Crewe (1er février 1795 – 1er janvier 1844), 8e baronnet, est un homme politique anglais du parti Tory représentant de la circonscription du South Derbyshire.

## Biographie

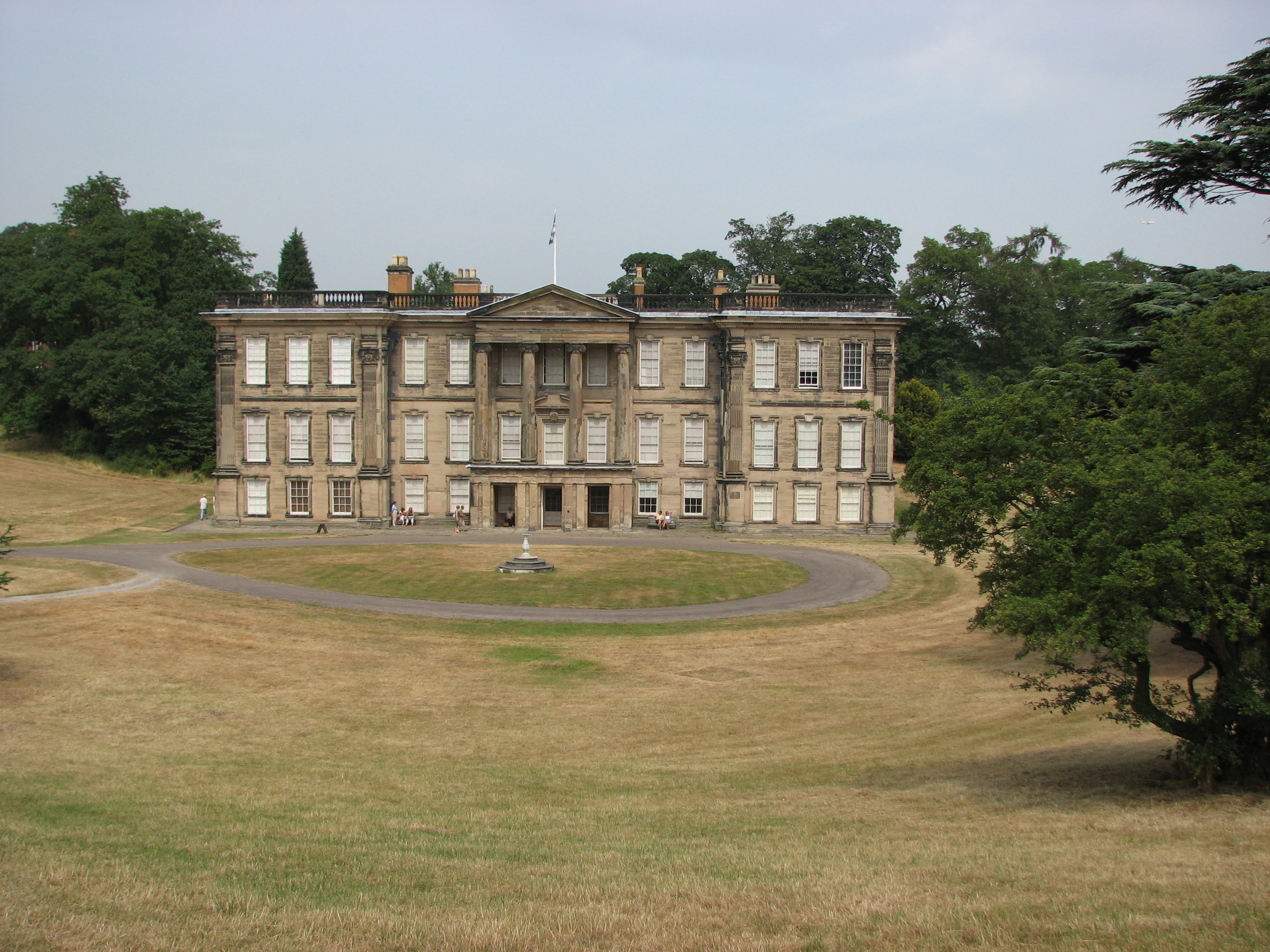
Façade principale de Calke Abbey

George Harpur Crewe est le fils aîné d'Henry Crewe (7e baronnet), et de sa femme Ann Hawkins, fille d'Isaac Hawkins. Son père prend le nom et les armes de Crewe par acte signé de la main roi en 1808. Il est scolarisé à Rugby School. Il succède à son père, qui meurt en tombant de sa diligence le 7 février 1818 à l'âge de 24 ans, héritant du titre de baronnet, de Calke Abbey la résidence familiale et d'autres propriétés dans le Derbyshire, le Staffordshire et le Leicestershire.
Harpur Crewe est nommé high sheriff du Derbyshire en 1821 et une de ses premières actions est de se débarrasser de l' Assize Ball (le bal des assises) en publiant une lettre expliquant à quel point « il était cruel et sans pitié de trouver des gens vautrés dans l'amusement et la joie éphémère pour un évènement si solennel alors que plusieurs pauvres créatures tremblent à la veille de leur jugement, peut-être pour toute leur vie. » Après plusieurs années à s'occuper de ses biens, on le persuade de se présenter en tant que député pour le South Derbyshire en 1835 et se représente en 1837. À cause de sa santé fragile, il prend sa retraite en 1841.
Harpur Crewe est un grand philanthrope avec de fortes convictions chrétiennes et est considéré « trop consciencieux pour un député ». La famille Harpur Crewe comprend de grands collectionneurs et George collectionne des tableaux, des oiseaux et animaux empaillés. Harpur Crewe devient président du Derby Town and County Museum and Natural History Society en 1836. Cette organisation devient plus tard le Derby Museum and Art Gallery.
Il épouse Jane Whitaker en 1819, fille du révérend Thomas Whitaker, vicaire de Menham dans le Norfolk. Ils ont six enfants et son fils John Harpur Crewe, 9e baronnet, prend sa succession.
Il meurt en 1844 dans sa demeure à Calke Abbey.